# Corbula cubaniana
Corbula cubaniana är en musselart som beskrevs av D'Orbigny 1842. Corbula cubaniana ingår i släktet Corbula och familjen korgmusslor. Inga underarter finns listade i Catalogue of Life.